# Dialogues des carmélites

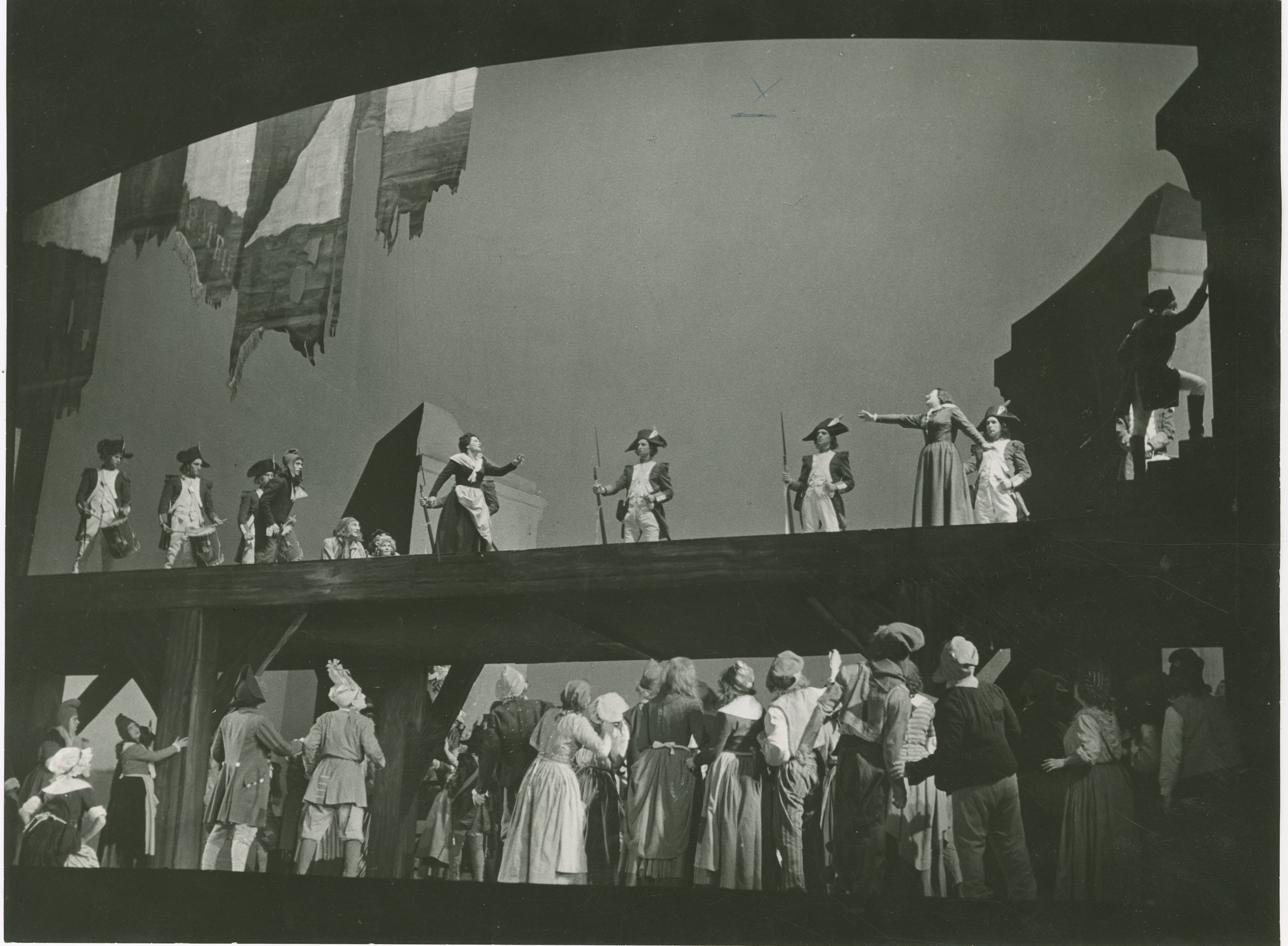
Scène finale de la première production de La Scala

Pour les articles homonymes, voir Dialogues des carmélites (homonymie).
Dialogues des carmélites est un opéra français en trois actes de Francis Poulenc. Le livret adapté  par le compositeur  reprend librement un scénario posthume écrit par Georges Bernanos inspiré de la nouvelle de Gertrud von Le Fort La Dernière à l'échafaud (Die Letzte am Schafott (de)), et adapté à la scène par Jacques Hébertot en 1952.
L'opéra fut créé le 26 janvier 1957 à la Scala de Milan dans une version italienne de Flavio Testi. La première de la version française eut lieu à l'Opéra de Paris le 21 juin de la même année.

## Historique

### Genèse
La nouvelle de Gertrud von Le Fort, parue en 1931, avait donné l'idée d'un scénario aux cinéastes Philippe Agostini et Raymond Leopold Bruckberger. Georges Bernanos en conçut les dialogues juste avant sa mort en 1948, mais le projet fut finalement abandonné. Jacques Hébertot décide néanmoins de porter à la scène le travail de Bernanos et crée Dialogues des carmélites le 23 mai 1952 au théâtre Hébertot. 
En 1952, le directeur des éditions Ricordi, Guido Valcarenghi, commande à Francis Poulenc un ballet sur sainte Marguerite de Cortone pour la Scala de Milan. Poulenc décline l'offre, mais, profondément touché par le sujet qu'à nouveau Valcarenghi lui a proposé, les Dialogues des Carmélites, il décide de composer un opéra dont le livret serait fourni par le compositeur lui-même,. Malgré des problèmes de droits (ceux-ci ayant été entre-temps rachetés par le dramaturge américain Emmet Lavery, qui avait réalisé sa propre adaptation théâtrale) et de santé, Poulenc se lance à corps perdu dans un sujet, qui ne tarde pas à l'obséder, les angoisses de Blanche face à la mort, faisant écho aux siennes, confronté à la longue agonie de son compagnon, Lucien Roubert. 
Comme prévu par contrat, et malgré des difficultés de mise en place, notamment dues à des questions de droits d'auteur, l'œuvre qui avait été achevée en juin 1956, est créée en italien à la Scala de Milan le 26 janvier 1957 avec Virginia Zeani (Blanche), Gianna Pederzini (Mme de Croissy), Leyla Gencer (Mme Lidoine), Gigliola Frazzoni (Mère Marie) et Eugenia Ratti (Sœur Constance) sous la direction de Nino Sanzogno. La version française originale est donnée, cinq mois plus tard, à l'Opéra de Paris avec Denise Duval (Blanche), Denise Scharley (Mme de Croissy), Régine Crespin (Mme Lidoine), Rita Gorr (Mère Marie) et Liliane Berton (Sœur Constance) sous la direction de Pierre Dervaux. Francis Poulenc considère que la production en France, dans sa langue originale et dotée de nouveaux interludes et d'une mise en scène plus proche de sa vision, est la vraie création de l'ouvrage.

### Postérité
La première américaine a lieu en septembre 1957 (la même année) au San Francisco Opera avec Leontyne Price, qui fait sa première apparition sur une grande scène d’opéra dans le rôle de Mme Lidoine. 
Appréciée aussitôt, l'œuvre fut jouée vingt-cinq fois à l'opéra Garnier jusqu'au 2 octobre 1959 tandis que sa représentation devint fréquente dans le monde entier. 
L'opéra est monté en 1974 à l'Opéra de Dijon, il entre au répertoire du Metropolitan Opera de New York en 1977 (chanté en français) et est joué en 1980 à Saint-Etienne.
L'opéra d'État de Vienne fit effectuer 20 représentations, en version allemande, et principalement tenues pendant le Carême. La première fut tenue le 14 février 1959 sous la direction de Heinrich Hollreiser, qui continua à le diriger, et la 20e représentation fut réalisée le 24 avril 1964 avec Berislav Klobučar
La revue spécialisée L'Avant-scène opéra consacre un numéro à l'opéra, le n° 252 en juin 2010.

## Description
Dialogue des carmélites est un drame lyrique en trois actes (douze tableaux et cinq interludes) en langue française, avec des scènes qui s'enchaînent de manière ininterrompue et trouve son point culminant dans celle de la fin, où les religieuses montent une à une l'échafaud. Par ailleurs, malgré un flot continu, Francis Poulenc insère des similis air[pas clair] dans sa partition, par exemple dans l'intervention de la novice dans l'acte III.
L'opéra est dédié à sa mère, à Claude Debussy, à Claudio Monteverdi, Giuseppe Verdi et Modeste Moussorgski.

### Personnages
| Rôles                                                                 | Voix          | Créateur à La Scala | Créateur à Paris |
| --------------------------------------------------------------------- | ------------- | ------------------- | ---------------- |
| Le marquis de La Force                                                | baryton       | Scipio Colombo      | Xavier Depraz    |
| Le chevalier de La Force, son fils                                    | ténor         |                     |                  |
| Blanche de La Force, sa fille                                         | soprano       | Virginia Zeani      | Denise Duval     |
| Thierry, laquais                                                      | baryton       |                     |                  |
| Mme de Croissy, dite mère Henriette de Jésus, la première prieure     | contralto     | Gianna Pederzini    | Denise Scharley  |
| Sœur Constance de Saint-Denis, novice                                 | soprano       | Eugenia Ratti       | Liliane Berton   |
| Mère Marie de l'Incarnation, sous-prieure                             | mezzo-soprano | Gigliola Frazzoni   | Rita Gorr        |
| M. Javelinot, médecin                                                 | baryton       |                     |                  |
| Mme Lidoine, dite mère Thérèse de Saint-Augustin, la nouvelle prieure | soprano       | Leyla Gencer        | Régine Crespin   |
| Mère Jeanne de l'Enfant-Jésus                                         | contralto     |                     |                  |
| Sœur Mathilde                                                         | mezzo-soprano |                     |                  |
| Le père confesseur du couvent                                         | ténor         |                     |                  |
| Le premier commissaire                                                | ténor         |                     |                  |
| Le second commissaire                                                 | baryton       |                     |                  |
| Un officier                                                           | basse         |                     |                  |
| Le geôlier                                                            | baryton       |                     |                  |
| Deux vieilles, un vieux monsieur                                      | rôles parlés  |                     |                  |
| Carmélites, Foule                                                     | chœur         |                     |                  |

### Résumé
L'action débute en avril 1789. Blanche de la Force, une jeune aristocrate parisienne mais particulièrement craintive, annonce à son père son intention d'entrer au Carmel de Compiègne. La mère supérieure du couvent la reçoit et lui demande d'exposer les raisons qui la poussent à rejoindre cet ordre religieux. Devenue novice, Blanche va vivre les derniers jours de la congrégation que la Révolution française veut éradiquer. La troupe envahit le couvent, mais Blanche réussit à s'échapper. Les ordres religieux sont dissous et les religieuses condamnées à mort. Elles montent à l'échafaud en chantant le Salve Regina. Lorsque le cantique, inachevé, cesse à l'exécution de la dernière sœur, Blanche, du milieu de la foule en entonne la conclusion et, réconciliée avec elle-même et confiante,  monte à son tour à l'échafaud.

## Enregistrements
La date indiquée en tête de chaque notice correspond à celle de l'enregistrement concerné.
- 01/1957 : Gianna Pederzini (Mme de Croissy), Virginia Zeani (Blanche), Leyla Gencer (Mme Lidoine), Gigliola Frazzoni (Mère Marie), Eugenia Ratti (Sœur Constance), Scipio Colombo (Marquis de La Force), chœur et orchestre de la Scala de Milan sous la direction de Nino Sanzogno – Cantus Classics CACD5.01066F en 2 DC (2008) [enregistrement direct de la création mondiale en italien, tenue le 26 janvier]
- 01/1958 : Denise Scharley (Mme de Croissy), Denise Duval (Blanche), Régine Crespin (Mme Lidoine), Rita Gorr (Mère Marie), Liliane Berton (Sœur Constance), Xavier Depraz (Marquis de La Force), chœur & orchestre du Théâtre national de l'Opéra de Paris sous la dir. de Pierre Dervaux – EMI FALP523 - 525 (1958)
[écouter en ligne]
- 12/1973 : Suzanna Rosander (Blanche de la Force), Nadine Denize (Mère Marie), Cora Canne Meijer (nl) (Mme de Croissy), Bernard Kruysen (le Marquis de la Force), Rémy Corazza (le Chevalier de la Force) ; Orchestre philharmonique de la radio néerlandaise, dir. Jean Fournet (Utrecht, Geertekerk (nl) ; [enregistrement radiophinique, coproduction KRO / AVRO / BBC][10].
- 04/1980 : Régine Crespin (Mme de Croissy), Felicity Lott (Blanche), Geneviève Barrial (Mère Marie), Anne-Marie Rodde (Sœur Constance), Pierre d'Hollander (Marquis de La Force), Didier Henry (en) (Thierry, Monsieur Javelinot, l'Officier) maîtrise, chœurs de Radio-France & Orchestre national de France, sous la dir. de Jean-Pierre Marty – INA Mémoire Vive (2000) [enregistrement d'un concert public]
- 06/1990 : Rita Gorr (Mme de Croissy), Catherine Dubosc (Blanche), Rachel Yakar (Mme Lidoine), Martine Dupuy (Mère Marie), Brigitte Fournier (Sœur Constance), José Van Dam (Marquis de La Force), chœur & orchestre de l'Opéra de Lyon sous la dir. de Kent Nagano – Virgin Classics (1992)
- 2008-2011 : Deborah Polaski (Mme de Croissy), Sally Matthews (Blanche), Heidi Brunner (Mme Lidoine), Michelle Breedt (Mère Marie), Hendrickje van Kerckhove (Sœur Constance), Jean-Philippe Lafont (Marquis de la Force), Chœur Arnold Schönberg & Orchestre radio-symphonique de l'ORF sous la dir. de Bertrand de Billy – Oehms Classics (2011) [enregistrement de deux représentations données à Vienne en janvier 2008 et avril 2011]

## Autres adaptations
Le texte de Bernanos a été adapté plusieurs fois au cinéma et à la télévision. On peut citer :
- 1960 : Le Dialogue des carmélites, film franco-italien réalisé par Philippe Agostini et Raymond Leopold Bruckberger, avec Madeleine Renaud, Pascale Audret, Jeanne Moreau, Alida Valli, Hélène Vallier, Judith Magre, Georges Wilson et Jean-Louis Barrault sur une musique de Jean Françaix
[film en ligne]
- 1984 : Dialogues des carmélites, téléfilm français réalisé par Pierre Cardinal
- 1987 : Le Dialogue des carmélites, par l'équipe de la Comédie-Française, mise en scène par Gildas Bourdet
[extrait de vidéo] (Institut national de l'audiovisuel)
- 1999 : Dialogues des carmélites, téléfilm français réalisé par Don Kent, chorégraphie d'Amir Hosseinpour